# Мескит (Њу Мексико)
Мескит (енгл. Mesquite) насељено је место без административног статуса у америчкој савезној држави Њу Мексико.

## Демографија
По попису из 2010. године број становника је 1.112, што је 164 (17,3%) становника више него 2000. године.
| Група             | 2000.       | 2010.         |
| Белци             | 48 (5,1%)   | 44 (4,0%)     |
| Афроамериканци    | 4 (0,4%)    | 2 (0,2%)      |
| Азијати           | 1 (0,1%)    | 0 (0,0%)      |
| Хиспаноамериканци | 899 (94,8%) | 1.064 (95,7%) |
| Укупно            | 948         | 1.112         |